# Élections municipales de 2013 à Los Angeles
Les élections municipales de 2013 à Los Angeles se sont tenues le 21 mai 2013 afin d'élire le maire. Le maire sortant,  Antonio Villaraigosa ne peut se représenter. Effectivement, la loi lui interdit de se représenter car il a effectué ses 2 mandats.
Les démocrates conservent la mairie avec Eric Garcetti.